# United Petrotrin FC
El United Petrotrin FC va ser un club de futbol Trinitat i Tobago de la ciutat de Palo Seco. El club va plegar el 2009.

## Història
El club va ser format el 1980 amb el nom de Trintoc, ingressant a la Point Fortin Football League, competició que guanyà, passant a la quarta divisió de la lliga de Trinitat i Tobago. Ascendí a primera divisió on fou campió els anys 1986 i 1988. També fou campió del Carib el 1988.
Durant aquests anys havia aparegut un altre club anomenat Trintopec. El 1992, el govern del país decidí fusionar ambdós clubs formant el United Petrotrin. El nou club ingressà a la lliga professional el 2005.

## Palmarès
- Lliga de Trinitat i Tobago de futbol:[1]
  - 1986, 1988
- Copa de Trinitat i Tobago de futbol:[2]
  - 1986, 1988, 1993, 1995, 1997
- Copa de la CFU de clubs de futbol:
  - 1997